# Saint-Vincent (Italia)
Saint-Vincent es un municipio de 4.852 habitantes, en el medio Valle de Aosta, en Italia. Forma parte de la Unité des communes valdôtaines du Mont-Cervin.

## Lugares de interés
La comunidad posee restos romanos y una bella iglesia románica del siglo XII, que se volvió famosa en la segunda mitad del siglo XIX por la presencia de fuentes termales, descubiertas por Jean-Baptiste Perret en 1770.
En 1908 fue construido el histórico Grand Hotel Billia.
En 1946 es puesto en funcionamiento el Casino de Saint-Vincent, otra atracción que ha hecho famosa a Saint-Vincent.
Allí mismo, a partir de 1948, es organizado el premio periodístico italiano, llamado oficialmente, Premio Saint-Vincent per il giornalismo.

## Transportes

### Aeropuerto
El aeropuerto más cercano es el de Turín.

### Conexiones viales
La conexión vial principal es la autopista A5 Turín-Aosta y tiene una salida en el municipio cercano de Châtillon.

### Conexiones ferroviarias
En Saint-Vincent no hay una estación de ferrocarril. La más cercana se encuentra en el municipio cercano de Châtillon, de la línea Turín-Aosta.

## Evolución demográfica
| Gráfica de evolución demográfica de Saint-Vincent entre 1861 y 2001 |
|                                                                     |
| Fuente ISTAT - elaboración gráfica de Wikipedia                     |